# Liga mistrů OFC 2011/2012
Ročník 2011/12 Ligy mistrů OFC (anglicky OFC Champions League) byl 11. ročníkem klubové soutěže pro nejlepší oceánské fotbalové týmy. Vítězem se stal tým Auckland City FC, který tak obhájil titul z minulého ročníku a postoupil na Mistrovství světa ve fotbale klubů 2012.

## Základní skupiny

### Skupina A

#### Tabulka
| Tým              | Z | V | R | P | VG | IG | +/- | B  |
| ---------------- | - | - | - | - | -- | -- | --- | -- |
| Tefana           | 6 | 4 | 1 | 1 | 15 | 12 | +3  | 13 |
| Waitakere United | 6 | 4 | 0 | 2 | 21 | 6  | +15 | 12 |
| Ba               | 6 | 3 | 0 | 3 | 7  | 16 | -9  | 9  |
| Mont-Dore        | 6 | 0 | 1 | 5 | 2  | 11 | -9  | 1  |

#### Výsledky
|                  | BA  | MON | TEF  | WAI |
| ---------------- | --- | --- | ---- | --- |
| Ba               | -   | 2:1 | 0:5  | 3:2 |
| Mont-Dore        | 0:1 | -   | 1:1  | 0:1 |
| Tefana           | 4:1 | 2:0 | -    | 3:0 |
| Waitakere United | 4:0 | 4:0 | 10:0 | -   |

### Skupina B

#### Tabulka
| Tým           | Z | V | R | P | VG | IG | +/- | B  |
| ------------- | - | - | - | - | -- | -- | --- | -- |
| Auckland City | 6 | 4 | 1 | 1 | 17 | 8  | +9  | 13 |
| Hekari United | 6 | 3 | 2 | 1 | 9  | 6  | +3  | 11 |
| Amicale       | 6 | 2 | 1 | 3 | 6  | 7  | -1  | 7  |
| Koloale       | 6 | 1 | 0 | 5 | 7  | 18 | -11 | 3  |

#### Výsledky
|               | AMI | AUC | HEK | KOL |
| ------------- | --- | --- | --- | --- |
| Amicale       | -   | 1:0 | 1:1 | 2:0 |
| Auckland City | 3:2 | -   | 2:0 | 7:3 |
| Hekari United | 2:0 | 1:1 | -   | 3:1 |
| Koloale       | 1:0 | 1:4 | 1:2 | -   |

## Finále
| Domácí v 1. zápase | Celkem | Hosté v 1. zápase | 1. zápas | 2. zápas |
| ------------------ | ------ | ----------------- | -------- | -------- |
| Auckland City      | 3:1    | Tefana            | 2:1      | 1:0      |